# Vol. 3 (The Subliminal Verses)
Vol. 3: (The Subliminal Verses) treći je studijski album američkog heavy metal sastava Slipknot, objavljen 25. svibnja 2004. godine, dok je posebno izdanje objavljeno 12. travnja 2005. godine.
To je ujedno i jedini album Slipknota koji je producirao Rick Rubin. Nalazio se među deset najprodavanijih albuma u čak 11 država, te je narađen platinastom nakladom u SAD-u. Također, za pjesmu "Before I Forget" sastav je primio nagradu Grammy za Najbolju metal izvedbu. 

## Popis pjesama
1. "Prelude 3.0" – 3:57
2. "The Blister Exists" – 5:19
3. "Three Nil" – 4:48
4. "Duality" – 4:12
5. "Opium of the People" – 3:12
6. "Circle" – 4:22
7. "Welcome" – 3:15
8. "Vermilion" – 5:16
9. "Pulse of the Maggots" – 4:19
10. "Before I Forget" – 4:38
11. "Vermilion Pt. 2" – 3:44
12. "The Nameless" – 4:28
13. "The Virus of Life" – 5:25
14. "Danger – Keep Away" – 3:13

## Osoblje
Umjesto pravih imena, članovi sastava su potpisani brojevima od 0 do 8.
- (#8) Corey Taylor – vokali
- (#7) Mick Thomson – gitara
- (#4) Jim Root – gitara
- (#2) Paul Gray – bas gitara
- (#1) Joey Jordison – bubnjevi, miksanje
- (#6) Shawn Crahan – udaraljke, prateći vokali
- (#3) Chris Fehn – udaraljke, prateći vokali
- (#0) Sid Wilson – DJ-ing
- (#5) Craig Jones – sampler

## Top liste
| Top lista (2004.)   | Pozicija |
| ------------------- | -------- |
| Billboard 200       | 2        |
| Top Internet Albums | 2        |
| ARIA Charts         | 2        |
| Kanada              | 2        |
| Novi Zeland         | 3        |
| Švedska             | 2        |
| Njemačka            | 2        |
| Finska              | 2        |
| Austrija            | 5        |
| Francuska           | 6        |
| Švicarska           | 8        |
| Portugal            | 13       |
| Nizozemska          | 14       |
| Norveška            | 15       |